# Brezovička
Brezovička es un municipio del distrito de Sabinov en la región de Prešov, Eslovaquia, con una población estimada a final del año 2024 de 416 habitantes.
Se encuentra ubicado en el centro-oeste de la región, en el valle del río Torysa (cuenca hidrográfica del río Tisza).

## Demografía
| Año        | 1994 | 2004    | 2014    | 2024    |
| ---------- | ---- | ------- | ------- | ------- |
| Población  | 395  | 422     | 424     | 416     |
| Diferencia |      | +6,83 % | +0,47 % | −1,88 % |

| Año        | 2023 | 2024    |
| ---------- | ---- | ------- |
| Población  | 406  | 416     |
| Diferencia |      | +2,46 % |